# 新加坡交易所
新加坡交易所集团（SGX Group; SGX：S68）是总部位于新加坡的交易所集团，是亚太地区集证券、固定收益、金融衍生产品于一体的多元资产交易所。它提供上市、交易、结算、清算、存管和数据服务。新加坡交易所集团是世界交易所联合会和亚洲太平洋地区证券交易所联合会的成员。
新加坡交易所集团的前身为1973年成立的新加坡证券交易所（SES）以及1984年成立的新加坡国际金融交易所(SIMEX)。1999年12月，它们合并成立了现在的新加坡交易所集团。
2010年10月25日新加坡交易所以現金22澳元加3.743股新交所股份換取1股澳交所股份，收購價相當於每股48澳元，涉及資金合共84億澳元（約83億美元或647億港元）收購澳洲證券交易所，兩家交易所合併後，預計將成為全球第五大上市證券交易所，並超過香港交易所，成為亞太區第二大上市交易所。不過，澳洲政府於2011年4月8日因國家安全理由正式否決這項合併建議，致使該合併未達成。
2016年8月22日新加坡交易所以0.87億英鎊(1.14億美元)現金收購英國的波羅的海交易所。
2019年3月28日新加坡交易所以0.25億美元現金收購外匯交易平台BidFX20%股權。

## 外部連結
- 新加坡交易所集团 （页面存档备份，存于）

Template:新加坡企業